# Râul Ploștina, Motru
Râul Ploștina este un curs de apă, afluent al râului Motru. 